# TSV Meerbusch
TSV Meerbusch is een Duitse amateurvoetbalclub uit de gemeente Meerbusch (Rhein-Kreis Neuss) in de Duitse deelstaat Noordrijn-Westfalen die opgericht is in 1964. Het eerste elftal van de vereniging speelt sinds 2012 in de Oberliga Niederrhein, het vijfde niveau in het Duitse voetbal en het hoogste in het amateurvoetbal.

## Historie
TuS 64 Bösinghoven werd in 1964 opgericht in de gemeente Ossum-Bösinghoven. De club speelde altijd in de kelder van het amateurvoetbal, maar toen onder Christoph Peters drie promoties op rij gevierd werden, kwam de club plots in 2009 in de Landesliga Niederrhein terecht, het zesde niveau. Na een negende plaats in het debuutseizoen werd er een jaar later de tweede plaats achter Sportfreunde Hamborn 07 behaald, waardoor nacompetitie een feit was. Na duels tegen SSV Sudberg, 1. FC Mönchengladbach en SC Düsseldorf-West wist de club te promoveren naar de Niederrheinliga. Met een twaalfde plaats wist Bösinghoven zich in 2012 te plaatsen voor de nieuwe Oberliga Niederrhein, waar het zich met een vijftiende plaats wist te handhaven. 
In 2015 fuseerde de club met ASV Lank en werd zo TSV Meerbusch. In 2017 degradeerde de club, maar kon na één seizoen terugkeren. 